# Ensemble Zeitsprung
Das Ensemble Zeitsprung war ein Ensemble für klassische Musik des 20. und 21. Jahrhunderts mit Sitz in München.
Es wurde 2006 von Markus Elsner gegründet. Die Konzertprogramme des Ensembles zeichneten sich durch eine besondere Dramaturgie aus, bei der oft neue Kompositionen mit Werken früherer Epochen verbunden wurden. Eine wichtige Rolle spielte die Zusammenarbeit mit Komponisten der jüngeren Generation. Das Ensemble hatte eine eigene Konzertreihe, die in wechselnden Sälen des Kulturzentrums am Gasteig (München) stattfand und vom Kulturreferat der Stadt München gefördert wurde. Gastspiele des Ensembles fanden in Deutschland, Österreich, Luxemburg und der Ukraine statt. Die Debüt-CD mit Werken von Rodion Schtschedrin und Boris Tischtschenko erschien im Dezember 2012 beim Label Thorofon. 2016 folgte eine CD mit Ensemblewerken von Johannes X. Schachtner bei NEOS. 2019 löste sich das Ensemble auf.

## Ur- und Erstaufführungen durch das Ensemble Zeitsprung (Auswahl)
- Wilfried Hiller, "Gedankensplitter" (2012, Uraufführung)
- Peter Kiesewetter, LA RITIRATA; Passacaglia brillante su un basso di Luigi Boccherini (Uraufführung)
- Volker Nickel, "distant music" (2007, Uraufführung)
- Volker Nickel, "Ouvertüre zu einem Lustspiel" (2013, Uraufführung)
- Siegfried Matthus, "Pietá" für Bariton, Flöte, Violoncello und Klavier (2011, Uraufführung)
- Johannes X. Schachtner, "Air - an Samuels Aerophone" für großes Bläserensemble (2013, Uraufführung)
- Klaus Hinrich Stahmer, WU, für Sheng, Klarinette und Viola (2010, Uraufführung)
- Markus Zahnhausen, "Bylina" für Kammerensemble (2006, Uraufführung)
- Magnus Lindberg, "Corrente / China Version" (2000, Deutsche Erstaufführung)
- Moritz Eggert, PONG (2002, Deutsche Erstaufführung)